# Claude Chappe
Claude Chappe (Brûlon, 25 dicembre 1763 – Parigi, 23 gennaio 1805) è stato un inventore francese che ideò un sistema di comunicazione a distanza per mezzo di un segnalatore (telegrafico) meccanico.

## Biografia
Figlio di un ispettore generale dei beni della corona a Laval e di una signora della borghesia locale (famiglia di medici e chirurghi), frequentò il Collegio Reale di La Flèche e fu nominato abate al termine degli studi ma perse le relative sinecure con l'avvento della Rivoluzione francese. All'età di vent'anni era riuscito a far pubblicare sul Giornale di Fisica un notevole numero di interessanti memorie. Nel periodo che va dal 1789 al 1793 si occupò della trasmissione di impulsi elettrici realizzabile grazie all'uso di cavi e pubblicò cinque trattati di fisica. Ma vista la difficoltà pratica a realizzare un telegrafo elettrico, si indirizzò verso un sistema ottico.

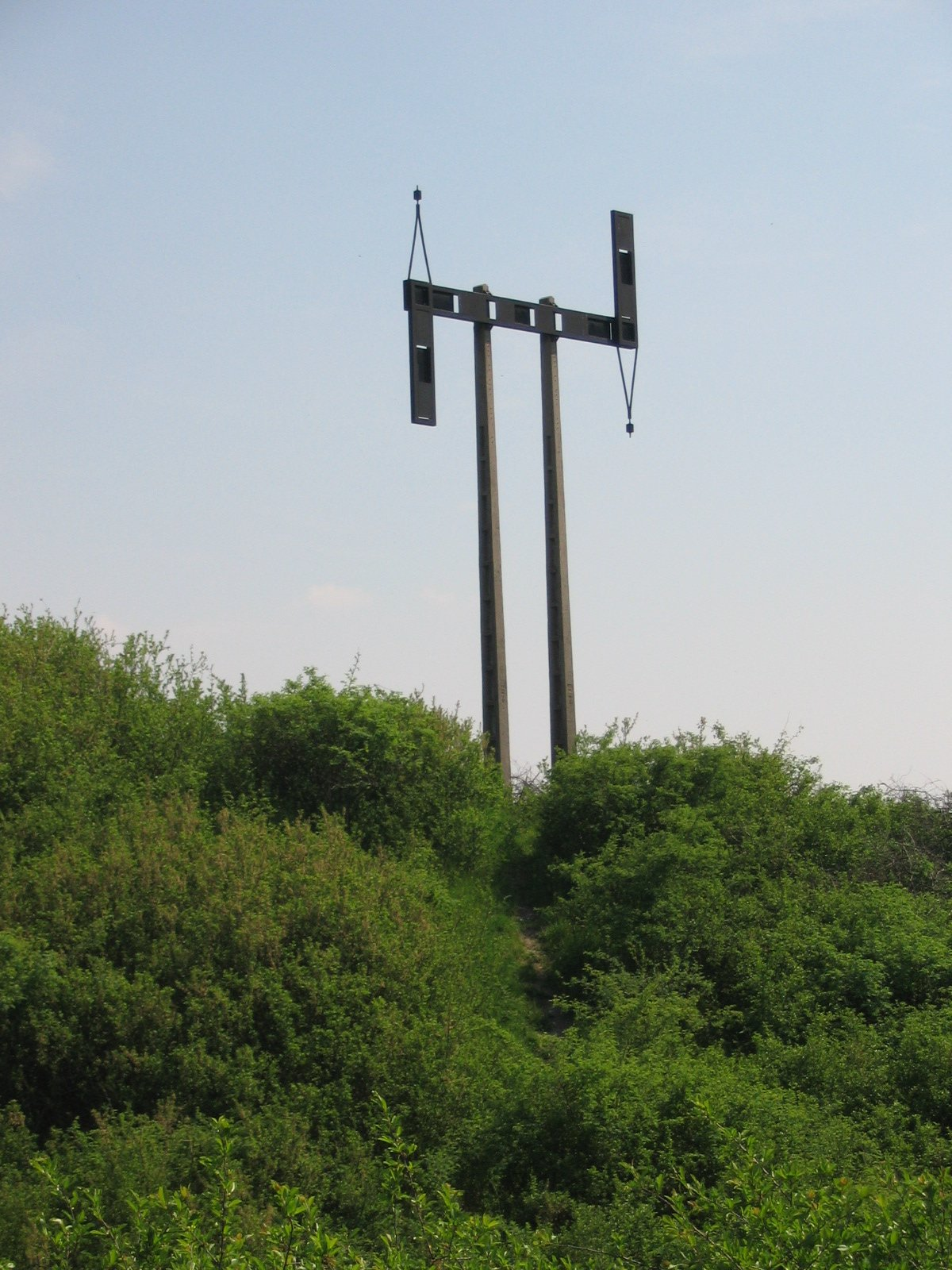
Torre di Chappe a Neugartheim-Ittlenheim sul Kochersberg (301 metri s.l.m.) in Alsazia

### Il telegrafo ottico
Disoccupato come i suoi tre fratelli, decise di sviluppare con loro un sistema di comunicazione a distanza mediante segnalazioni semaforiche meccaniche. Il desiderio di comunicare con amici che abitavano ad una certa distanza da casa sua fece concepire al giovane fisico l'idea di trovare un sistema per comunicare con loro a distanza. Egli compì parecchie ricerche e nel marzo 1791 sperimentò un sistema che funzionava e si rese subito conto che questo poteva essere adottato su vasta scala per trasmissione celere di informazioni urgenti quali, ad esempio, quelle concernenti eventi militari. Un anno dopo presentò all'Assemblea nazionale legislativa la sua invenzione facendone omaggio allo Stato. Il fratello Ignazio Chappe (1760 – 1830), componente dell'Assemblea, l'aiutò assieme al deputato Charles-Gilbert Romme a far adottare una linea di quindici stazioni fra Parigi e Lilla per una distanza di circa duecento chilometri allo scopo di trasmettere informazioni di guerra. Contemporaneamente il dispositivo inventato da Chappe che fino a quel momento era stato chiamato tachygraphe ("scrittore veloce") venne rinominato télégraphe ("scrittore a distanza"). La linea fu collaudata con esito positivo il 12 aprile 1793.
I fratelli Chappe avevano appurato sperimentalmente che era più facile distinguere da lontano l'angolazione di una pertica piuttosto che l'assenza o meno di un tabellone. Chappe immaginò un sistema le cui forme fossero molto ben visibili, i movimenti semplici, che potesse essere facilmente trasportato, che potesse resistere alle intemperie e che, benché fosse molto semplice dando dei segnali elementari potesse fare di ciascuno di questi segnali la rappresentazione di un'idea elementare, creando così una specie di nuovo linguaggio.

La costruzione definitiva consisteva sostanzialmente in un apparato costituito da due braccia mobili collegate da una traversa. Ogni braccio poteva assumere sette posizioni e la traversa quattro per un totale di 196 combinazioni possibili.
Le braccia erano nere, lunghe quattro metri e venivano manovrate da un sistema di contrappesi con maniglie. Il tutto veniva montato su torri (già esistenti o realizzate appositamente) su ciascuna delle quali erano piazzati due telescopi puntati in direzioni opposte, verso altrettante altre torri sulla direttrice della ”linea telegrafica”. La distanza fra le torri andava da 12 a 25 chilometri. I segnali ricevuti da una torre venivano interpretati e replicati dalla successiva e così via. Il sistema funzionava solo alla luce solare, poiché l'installazione di lampade montate sui bracci per le segnalazioni notturne non diede risultati soddisfacenti.

### Il successo sul campo
Il 3 settembre 1794 Parigi apprese tramite questo telegrafo ottico che la città di Condé-sur-l'Escaut, occupata dagli austriaci l'anno precedente, era stata liberata. La notizia pervenne alla Convenzione poche ore dopo l'evento, mentre questa stava per iniziare la seduta: fu emesso immediatamente un decreto con cui la città avrebbe preso il nome di Nord-Libre ed il decreto fu trasmesso. La Convenzione era ancora in seduta quando per la stessa via giunse la conferma della ricezione del decreto e l'informazione che la notizia era già di pubblico dominio. Questo fatto creò una forte impressione, fu compresa la grande importanza di questo sistema e ad ottobre fu decisa l'installazione di una linea Parigi-Landau e successivamente Parigi-Brest. Nel 1799 il numero delle stazioni telegrafiche salì a 150; quando Napoleone Bonaparte conquistò il potere favorì la costruzione di varie linee come quella da Lilla a Bruxelles e nel 1804 la rete arrivò a Milano transitando per Digione, Lione e Torino. Per inviare il segnale da una stazione all'altra erano necessari 6 secondi, quindi per attraversare le 120 stazioni disseminate sulla tratta Parigi-Tolone occorrevano 12 minuti, anche perché gli operatori conservavano il segnale per circa 30 secondi.
Questo telegrafo fu molto utilizzato da Napoleone I, il quale fece costruire la tratta da Lilla a Boulogne in vista di uno sbarco in Inghilterra e nel 1812 diede l'incarico ad Abraham Chappe di realizzare un sistema semaforico mobile da utilizzare nel corso della invasione della Russia.

### La fine
Presto spuntarono parecchi sedicenti inventori di sistemi analoghi e qualcuno di questi avanzò la pretesa di essere stato lui ad averlo inventato prima di Chappe. Questi, già afflitto da malattia depressiva, nel 1804 fu colto da un malore e accusò i suoi avversari di averlo avvelenato; uscirono fuori altri inventori che sostenevano di aver progettato telegrafi più efficienti, e alla lunga queste insinuazioni peggiorarono il suo stato di salute e si suicidò.

Il fratello Ignazio provò nel 1824 ad aumentare l'interesse per il sistema utilizzandolo per comunicazioni commerciali come ad esempio prezzi di materie prime ma la cosa non incontrò il favore del mondo degli affari. A partire dal 1846 il sistema fu rimpiazzato dal telegrafo elettrico.